# 茨温根贝格
茨温根贝格（德語：Zwingenberg，發音：[ˈtsvɪŋənˌbɛʁk] ⓘ）是德国黑森州达姆施塔特行政区贝格施特拉瑟县的城市，面积5.66平方千米，2023年12月31日人口为7,284人。